# كثرة المنسجات الشبكية الخلقية ذاتية الشفاء
كثرة المنسجات الشبكية الخلقية ذاتية الشفاء  (بالإنجليزية:Congenital self-healing reticulohistiocytosis) (المعروف أيضا باسم «داء هاشيموتو-بريتزكر»  و «متلازمة هاشيموتو-بريتزكر»  ) هو نوع من كثرة المنسجات لخلايا لانغر هانز ذاتي الشفاء.

## الأعراض
استجابات التهابية عامة غير متخصصة مثل الحمى والخمول وفقدان الوزن، يشتبه في كونه اضطراب وراثي، وكما يوحي الاسم، فهو ذاتي الشفاء.
- الجلد: الطفح الجلدي أهم الأعراض وبأشكال متعددة، في 80% من المرضى يحصل لديهم بقع وطفح في فروة الرأس.
- العقد اللمفاوية: تتضخم  في حوالي 50%  من مرضى  أمراض كثرة المنسجات.[3]